# Gőzkazán

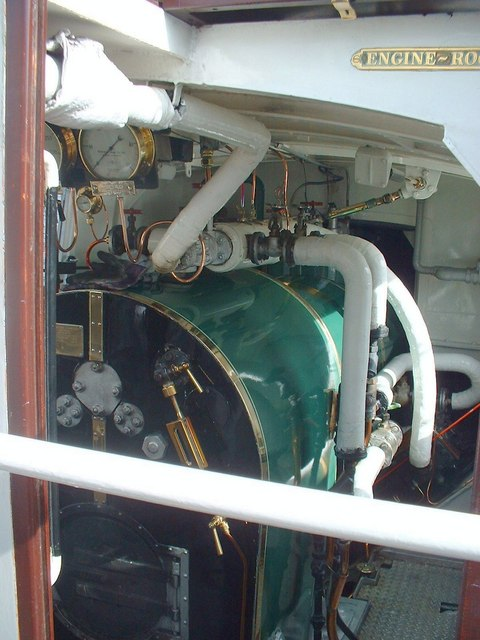
Régi típusú hajókazán. A jobb oldali, ferde sárgaréz szerelvény a nézőüveges vízállásmutató

A gőzkazán egy zárt edény, melyben vizet vagy más folyadékot forralnak nyomás alatt. A keletkezett gőzt a kazánból kivezetik különböző folyamatokban (gépek hajtása, vegyipari folyamatok – és egyre ritkábban, – épületek fűtése) való felhasználás céljából.

## Áttekintés

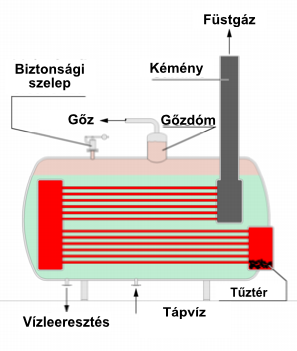
Tűzcsöves kazán vázlata

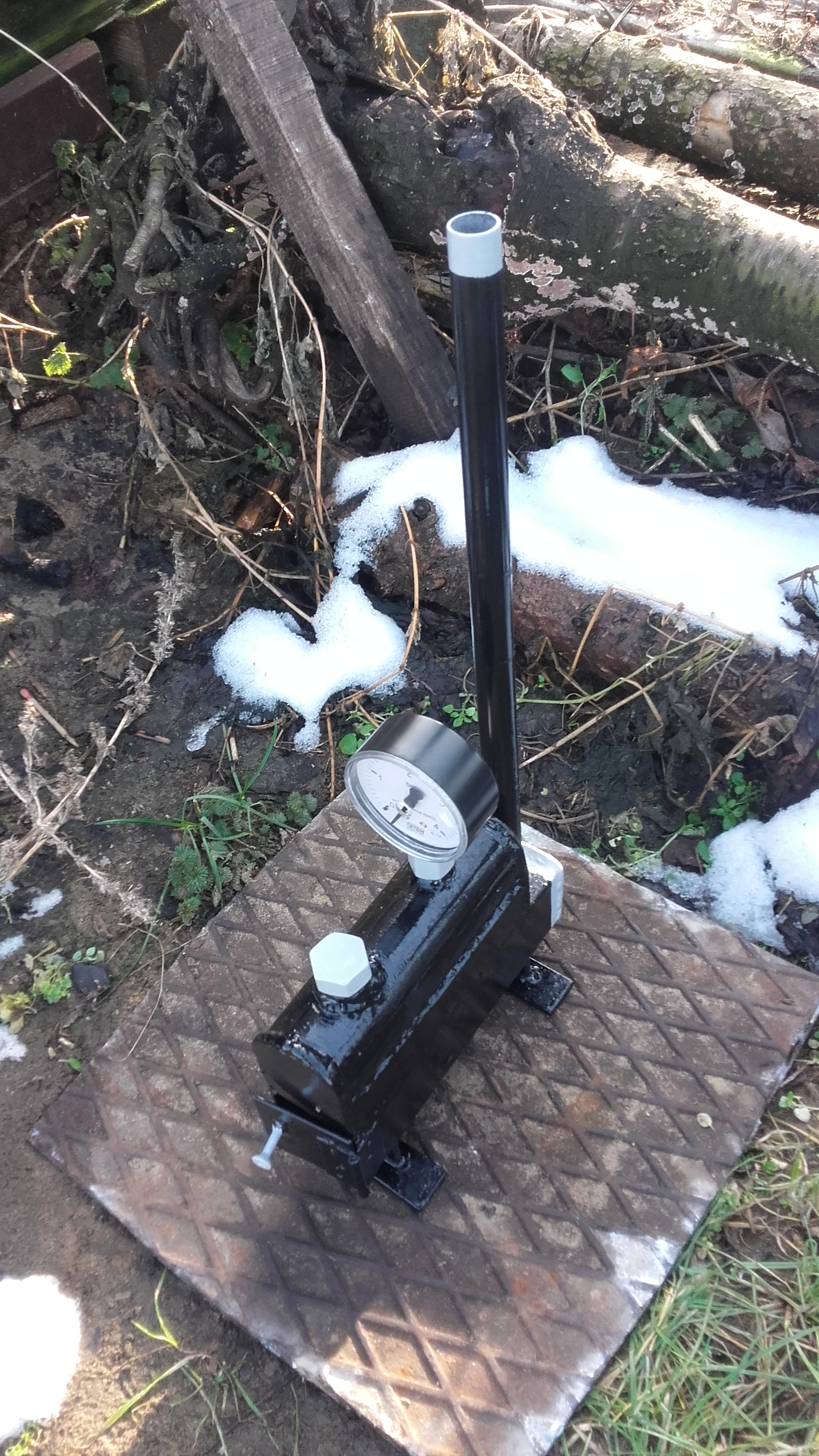
Egy ma már elavultnak számító, acélból készített, telített gőzű, fa tüzelésű gőzkazán (gőzfejlesztő inkább)

A gőzkazánoknál használatos anyagok főleg rézre, acélra és öntöttvasra korlátozódnak. A korszerű, nagynyomású kazánok anyaga hőálló acél.
A gőzkazán hőforrása leggyakrabban fa, szén, olaj vagy földgáz elégetése szokott lenni. Vannak elektromos fűtésű kazánok is, melyek ellenállásfűtéssel működnek. Maghasadást szintén használnak gőzfejlesztés hőforrásaként. Hőhasznosító kazánok más folyamatoknál keletkezett hőt használják gőzfejlesztésre. Ilyen lehet például a gázturbinából kiáramló, még forró levegő, vagy kénsavgyártásnál a kén elégetésekor felszabaduló hő.
A kazánokat szerkezetük szerint három fő csoportra lehet osztani:
- Tűzcsöves kazánok. Itt a hőforrás a csőben foglal helyet és a melegítendő víz van kívül.
- Vízcsöves kazánok. A hőforrás a csöveken kívül, a víz a csövekben van. A nagy erőművi kazánok mind ilyen felépítésűek.
- Kezdetleges, gazdaságtalan típus, ahol egyetlen nyomástartó edény van, az edény egyik oldalát fűti a tűz. Ezt ma már gőzfejlesztésre nem használják, az ipari forradalom kezdetén volt használatban.

Az első gőzkazánok a gőzgépekkel jelentek meg az ipari forradalom elején. Az először használt atmoszferikus gőzgépekhez egyszerű kazánokat használtak, itt a kazánban a légnyomást meg nem haladó nyomású telített gőzt állítottak elő. A fejlesztések során hamar rájöttek a mérnökök a túlhevített gőz nagyobb nyomásából és hőmérsékletéből adódó előnyökre: nagyobb teljesítményű és jobb hatásfokú, gazdaságosabb gőzgépeket készíthettek. A nagyobb nyomás egyrészt szilárdságtani és biztonsági problémákat vetett fel, másrészt szükség volt a melegedő és felforró víz, majd a keletkezett gőz áramlását minél jobban kézbentartani. 

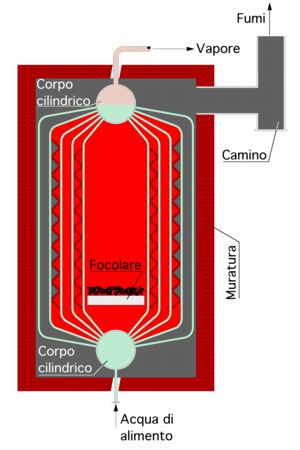
Vízcsöves kazán vázlata.

A 19. század elejére már kialakultak a fenti problémák megoldására szolgáló első találmányok. A kazánokat sokáig szegecseléssel állították elő. Ez nagy szakértelmet igényelt, igen munkaigényes volt és állandó problémát jelentett a kötés megfelelő tömítése. A nyomás növekedése veszélyessé tette a kazánok üzemét, igen sok kazán felrobbant a váratlanul megnövekedett gőznyomás következtében. Ezen a biztonsági szelep alkalmazása segített. Ez egy súllyal vagy rúgóval terhelt szelep, mely a nyomás túlzott növekedése esetén önműködően kinyit és a szabadba fújja a gőzt.
A technológia fejlődése lehetővé tette hegesztett kazánok alkalmazását. Ma már ezek teljesen kiszorították a szegecselt kazánokat.
Az áramlás szabályozása először azon a tényen alapult, hogy a víz fajsúlya a hőmérséklet növekedésével csökken, így megfelelő kialakítással a fajsúlykülönbség elindított egy belső áramlást a kazánban. A kazáncsövekben nem szabad megengedni a víz áramlás leállását, mert ez a víz helyi elpárolgásához vezet. A gőz és a csőfal között a hőátadás sokkal rosszabb, mint a víz és a csőfal között: a kazáncső fala kellő hűtés nélkül veszélyesen túlhevülhet és üzemzavart, akár kazánrobbanást is okozhat. Így alakultak ki a lángcsöves és ferdecsöves vízcsöves kazánok. A későbbi fejlődés folyamán keringető szivattyúkat használtak, ezeknél az áramlást mesterségesen kézben lehetett tartani.
A vízcsöves kazánoknál a víz több vékony csövön áramlik át, melyeket a lángok körülvesznek. Tervezésüknél arra törekszenek, hogy a fűtőfelület minél nagyobb legyen, így a csöveket U alakúra készítik és esetleg többször is végigvezetik a tűztéren. A vízcsöves kazánnál a kisátmérőjű csövek szilárdabbak és olcsóbbak, mint a nagyobb átmérőjű kazánok, ezért ezekben a nyomás növelhető a biztonság csökkenése nélkül. 

Lángcsöves kazán vázlata.

A lángcsöves kazánt 1812 körül találta fel Richard Trevithick, aki gőzgépekhez használta. Ez erősebb és gazdaságosabb volt, mint az egyszerű kazánok. A lángcső a felület növelése miatt hullámos, nagyobb átmérőjű cső, mely a tüzelőberendezést tartalmazza, és melyben a füstgázok keresztül áramolnak. A lángcső hengeres tartály hossztengelyében helyezkedett el. Ezt a kazántípust kisebb nyomások és gőzmennyiség esetén ma is kiterjedten alkalmazzák egyszerűsége miatt.

## Túlhevítéses kazánok

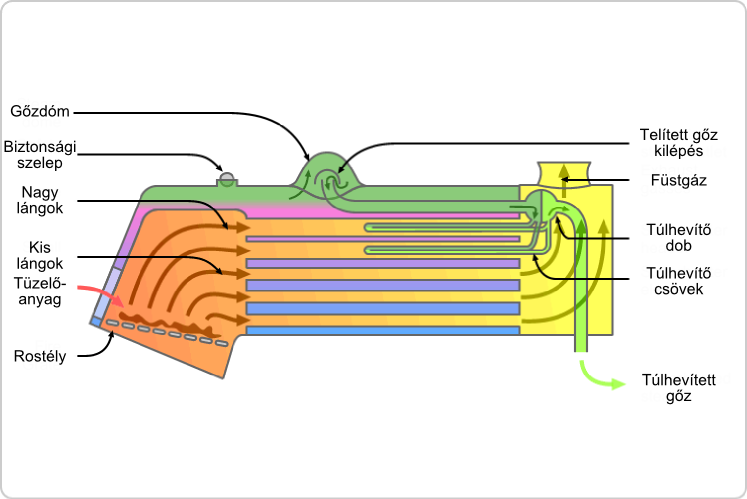
Gőztúlhevítő egy gőzmozdony kazánjában (vázlat)

Keringési rendszerek.
a) Természetes keringés
b) Kényszeráramlás
c)Kényszerkeringés
1. tápvíz, 2. kazándob, 3. ejtőcső, 4. gyűjtőkamra, 5. szivattyú, 6. forrcső, 7. elgőzölögtető, 8. túlhevítő

A vízfelülettel érintkező gőz nedves gőz. Ha ezt az adott nyomásnak megfelelő forrásponton túl hevítik, túlhevített száraz gőzt kapnak. A modern, nagy teljesítményű erőművi kazánok mind túlhevített gőzt állítanak elő, ezzel az erőmű összhatásfokát jelentősen emelni lehet. A hőmérséklet növelésének határt szab az, hogy a hőálló szerkezeti anyagok drágák, bizonyos hőmérséklet felett nem is lehet találni megfelelő anyagot, ráadásul a magas hőmérséklettel együtt járó nagy gőznyomás igen drágává és üzemviteli szempontból nehézkessé teszi az ilyen kazánok, szelepek, csővezetékek és turbinák gyártását.

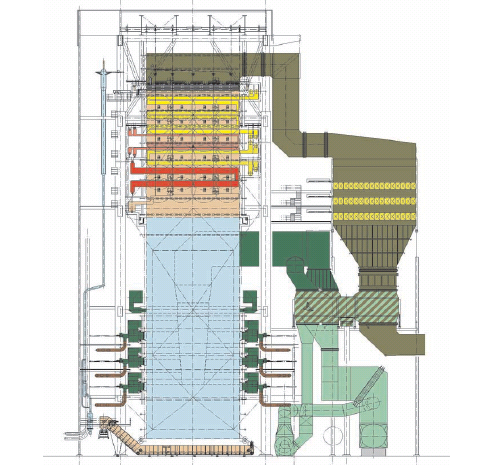
Nagyteljesítményű erőművi kazán.

A modern erőművi kazán olyan nagy gőznyomást használ, ahol már nem lehet beszélni külön folyadék és gáz fázisról, sem pedig forrásról, vagyis a gőznyomás a kritikus nyomásnál nagyobb. Az ilyen kazánokat szuperkritikus kazánoknak hívják. Ilyen gőzparamétereket az erőmű hatásfokának lehető legnagyobb értéken tartása indokolja.
A korszerű erőművekben a kazánból kilépő 500-600 °C hőmérsékletű és 100-120 bar nyomású túlhevített gőzt gőzturbinába vezetik, ahol expandál és közben hőjének egy része mechanikai munkává alakul. Az erőmű hatásfokának növelése céljából a körülbelül 30 bar nyomásra csökkent és még mindig enyhén túlhevített gőzt visszavezetik a kazánba és újrahevítik ugyancsak 500-600 °C-ra. Az ilyen kazánok tartalmaznak még egy csőcsoportot, melyet újrahevítőnek neveznek.

## Keringési rendszerek
- Természetes keringésű kazán. A friss víz kazándobba kerül, ahonnan a víz a szigetelt, nem fűtött, úgynevezett ejtőcsöveken keresztül lefelé áramlik a gyűjtőkamrába, majd a közvetlenül hevített felszálló ágon, az emelőcsöveken vagy más néven forrcsöveken vissza a dobba, miközben a víz egy része elpárolog. Az áramlást a hideg-meleg víz fajsúlykülönbsége következtében kialakuló felhajtóerő tartja fenn. Ilyen kazánokat legfeljebb 150 bar nyomásra készítenek. A telített gőz a kazándobból a túlhevítőn keresztül jut a fogyasztóhoz. Nehéz biztosítani, hogy a megfelelő áramlás minden üzemállapot esetén létrejöjjön, ha ez nem sikerül, a stagnáló áramlás miatt a csövek helyenként kiéghetnek.
- Kényszerkeringetésű kazán. (La-Mont rendszer) Szintén tartalmaz kazándobot, felépítése hasonló a természetes keringésű rendszerhez, de a keringést keringető szivattyú tartja fenn.
- Kényszeráramlású kazán. Ennél a rendszernél nincs kazándob, a víz majd a gőz áramlása párhuzamosan kapcsolt, helyenként gyűjtőkamrákkal összekötött csövekben folyik, az áramlásról szivattyú gondoskodik.

## Tüzelőberendezések
A kazán tüzelőberendezése biztosítja a gőztermeléshez szükséges hő bevitelét a kazánba. Szerkezetét alapvetően meghatározza a tüzelőanyag.

### Széntüzelés
- Rostélytüzelés. Széntüzelésnél a legkorábbi megoldás a rostélytüzelés volt, ezt darabos szeneknél, koksznál használták és továbbra is használják. A kisebb kazánoknál állórostélyra adagolják kézzel, vagy mechanikusan a szenet. A kézi adagolású rostélyok a házi fűtési kazánoknál alkalmazott berendezésekhez hasonlítanak. A rostélyra helyezett szén (vagy fa) a rostély résein alulról jut az égéshez szükséges levegőhöz és az elégetett szén után maradó salak is ugyanitt hullik le a salakgyűjtőbe, ahonnan szakaszosan távolítják el.

Nagyobb kazánoknál mechanikus adagolású rostélyokat alkalmaznak. Az adagolás forgó kerékkel vagy forgólapáttal adagolják egy körülbelül 40°-os szögben egyre csökkenő magasságban elhelyezett rostélyokra, amelyeken a szén először meggyullad a korábban már égő szén maradványaitól, majd egyre lejjebb csúszik, a salak pedig a rostély rései között lehull.
A vándorrostély tulajdonképpen végtelenített láncból álló futószalag, melynek lánctagjai rostélyként vannak kiképezve. A szén adagolása folyamatosan történik a vándorrostély elejére. A lánc lassan előremozog, közben a szén elég, a végén a megmaradt salak, hamu a lánc átfordulásakor lehullik a salakgyűjtőbe.
Léteznek darabos szén tüzelésére más megoldások is, melyeknél a szenet a tűztérbe szállítócsiga vagy dugattyú adagolja és közben a rostélyokat periodikusan bolygatják.
- Szénportüzelés. Rossz minőségű szenek elégetésére is alkalmas tüzelési mód. A szenet malmokban porrá törik, közben esetleg szárítják is, ha a bejövő szén túlságosan sok nedvességet tartalmaz. A szénport általában levegővel összekeverve pneumatikus úton adagolják a tűztérbe, ahol a bent már égő tűztől és a felhevült samottborítás sugárzó hőjétől meggyullad és elég. A szénport nem engedik leülepedni, hanem olyan áramlási viszonyokat alakítanak ki, hogy a szénpor lebegve égjen el. A szénportüzelés előnye a jó szabályozhatóság és az a tény, hogy még igen alacsony fűtőértékű szeneket is jól tud kezelni (esetleg olaj- vagy gázrásegítéssel).

A széntüzelésnél az egyik gond a salak eltávolítása, melyre változatos megoldások alakultak ki a minőségtől és a mennyiségtől függően.

### Olaj és gáztüzelés
A legutóbbi időkig igen elterjedt tüzelőanyagok voltak, mert könnyen készíthetők olyan tüzelőberendezések, mely a jó hatásfokú égést biztonságosan és kis beruházással biztosítják, jól szabályozhatók, automatizálhatók és biztonságos az üzemük. Nincs probléma a salak elhelyezésével, a füstgázok nem tartalmaznak pernyét, melyek a környezetet erősen terhelik, ha leválaszásáról költséges berendezések és eljárások segítségével nem gondoskodnak

## Kazánszabályozás
Az egyszerű, kis teljesítményű kazánok szabályozása kézzel történik. A kazánfűtő figyeli a gőz nyomását és hőmérsékletét és a kívánalmaknak megfelelően több vagy kevesebb szenet rak a rostélyra illetve, ha a vízszint a kazándobban lecsökken, tápvizet adagol hozzá.
Természetesen nagyobb teljesítményű és gőzparaméterű kazánoknál a szabályozást igényesebb eszközökkel kell megoldani. A kazánszabályozásnak több részfeladata van.

### Tápszabályozás
Feladata a gőzfejlesztéshez és a dobvíztér állandó sótalanításához szükséges tápvíz adagolása a kazánba. Kazándobbal rendelkező kazánoknál a vízállást kell közel állandó értéken tartani. Ha lefogy a víz a dobból, a kazáncsövek hűtés hiányában túlhevülnek és elégnek. Ha túl sok víz jut a kazánba, esetleg a gőzvezetékbe is jut és az utána következő berendezésekben komoly rombolást tud okozni. Egy ilyen vízütés a turbinalapátokat eltöri és a gép tönkremehet. A tápszabályozás a kazándob vízszintjét méri úszós, vagy nyomásérzékelővel és egy szabályozószeleppel az úgynevezett tápszeleppel avatkozik be. A szabályozás mindig arányos (P) vagy arányos-integráló (PI). Kényszeráramlású kazánokban nincs dob, ezeknél a tápszabályozás a kilépő gőz hőmérséklete alapján működik.

### Teljesítményszabályozás
A teljesítmény- vagy nyomásszabályozás feladata, hogy a fogyasztó (gőzturbina, vagy ipari fogyasztó: hőcserélő, vegyipari reaktor) energiaigényéhez igazítsa a fűtés hőteljesítményét, ami akkor következik be, ha a gőznyomás állandó értéken marad. A dobos kazánoknál a  kazándob nyomását tartják közel azonos értéken, mivel nyomásnövekedés esetén a biztonsági szelep lefúj (energia és vízveszteség, biztonsági kockázat), ha kicsi a nyomás, a fogyasztót nem lehet ellátni a kívánt energiával. Kényszeráramlású kazánnál a turbina előtti nyomást kell állandó értéken tartani. A beavatkozó szerv a tüzelőanyag adagoló. Ez mecahnikus rostélynál maga a rostély, szénportüzelés esetén a forgódob, forgótányér, olaj és gáz esetén a nyomással, fojtással, visszakeringetéssel lehet szabályozni a tüzelőanyag mannyiségét.

### Az égés szabályozása
Feladata, hogy a tüzelőanyag minél tökéletesebb elégéséhez szükséges levegőmennyiséget biztosítsa a tüzelőberendezésben. A levegőt füstszívással, aláfúvással és kettő kombinációjával lehet adagolni. A szabályozott jellemző a kívánt légfelesleg-tényező, a füstgáz CO2-tartalma. A kazánventilátorok (aláfúvó és elszívó ventilátor) áramába avatkozik be a szabályozás egyszerű csappantyúval, perdületszabályozóval vagy a ventilátort hajtó motor fordulatszámszabályozásával.

### A gőzhőmérséklet szabályozása
A gőzhőmérséklet szabályozása hőmérséklet-érzékelő alapján a kazán rendszerétől függően eltérő módszerekkel történhet. A túl forró gőz felületi hőcserélővel vagy tápvíz bepermetezésével hűthető le, a gőzhőmérséklet emelése az égők befolyásolásával és más módszerekkel érhető el.